# 小行星11755
小行星11755（11755 Paczynski, 2691 P-L）是一個位在小行星帶的小行星。於1960年9月24日被科内利斯·約翰內斯·萬·豪敦（Cornelis Johannes van Houten）、湯姆·赫雷爾斯（Tom Gehrels）和英格麗·萬·豪敦-格勒內費爾德（Ingrid van Houten-Groeneveld）發現於帕洛马山天文台。
該小行星以波蘭天文學家玻丹·帕琴斯基命名表彰他對伽瑪射線暴和微引力透镜的貢獻。

## 外部連結
- JPL Small-Body Database Browser on 11755 Paczynski

| 前一小行星： 11754 Herbig | 小行星列表 | 後一小行星： 11756 Geneparker |